# Белый, Максим Иванович
Макси́м Ива́нович Бе́лый (укр. Максим Іванович Білий; 27 апреля 1989, Новомосковск, Днепропетровская область — 14 сентября 2013, там же) — украинский футболист, полузащитник.

## Биография
Родился в Новомосковске, Днепропетровская область. В шесть лет начал заниматься футболом. Через четыре года переехал в областной центр, где продолжил свои занятия. Именно в днепропетровской школе ИСТА прошли лучшие годы в детском футболе. В 2006 году попал в дубль «Металлиста», там отыграл совсем недолго. Потом ездил в Латвию, но, получив предложение из «Харькова», приехал на просмотр. Понравился тренерам, остался в команде.
Дебютировал 18 июля 2007 года в матче «Черноморец» — «Харьков» (0:1).
Максим Белый стал футболистом луганской «Зари» в 2010 году. До этого он выступал за харьковский «Металлист», «Харьков», запорожский «Металлург». За сборные Украины разных возрастов он провёл в общей сложности 29 матчей и забил пять мячей. Однако за главную команду страны ему сыграть так и не довелось.

## Болезнь и смерть
По одной из версий, во время матча чемпионата Украины против днепропетровского «Днепра», 11 сентября 2011 года, Белый, ведя борьбу в воздухе, травмировал голову. Но позже эта информация была опровергнута генеральным директором «Зари» Сергеем Рафаиловым, который сообщил, что болезнь Белого не была результатом травмы, – у него была опухоль головного мозга.
В последний раз Белый выходил на поле 11 декабря 2011 года. Тогда луганчане уступили в Донецке «Металлургу» 0:3.
Борьба с болезнью, продолжавшаяся два года, не принесла положительного результата, несмотря на продолжительное лечение в клиниках Израиля и Германии.
Максим Белый скончался утром 14 сентября 2013 года в Новомосковске.
На матче против «Волыни», 28 сентября 2013 года, было объявлено, что по решению ФК «Заря», за Белым будет закреплен 33 номер.
Похоронен в городе Новомосковск.